# Moguer
Moguer er en by og kommune i det sydvestlige Spanien i provinsen Huelva. Den har et indbyggertal på 23.551 (2024) indbyggere.